# Paul Wall

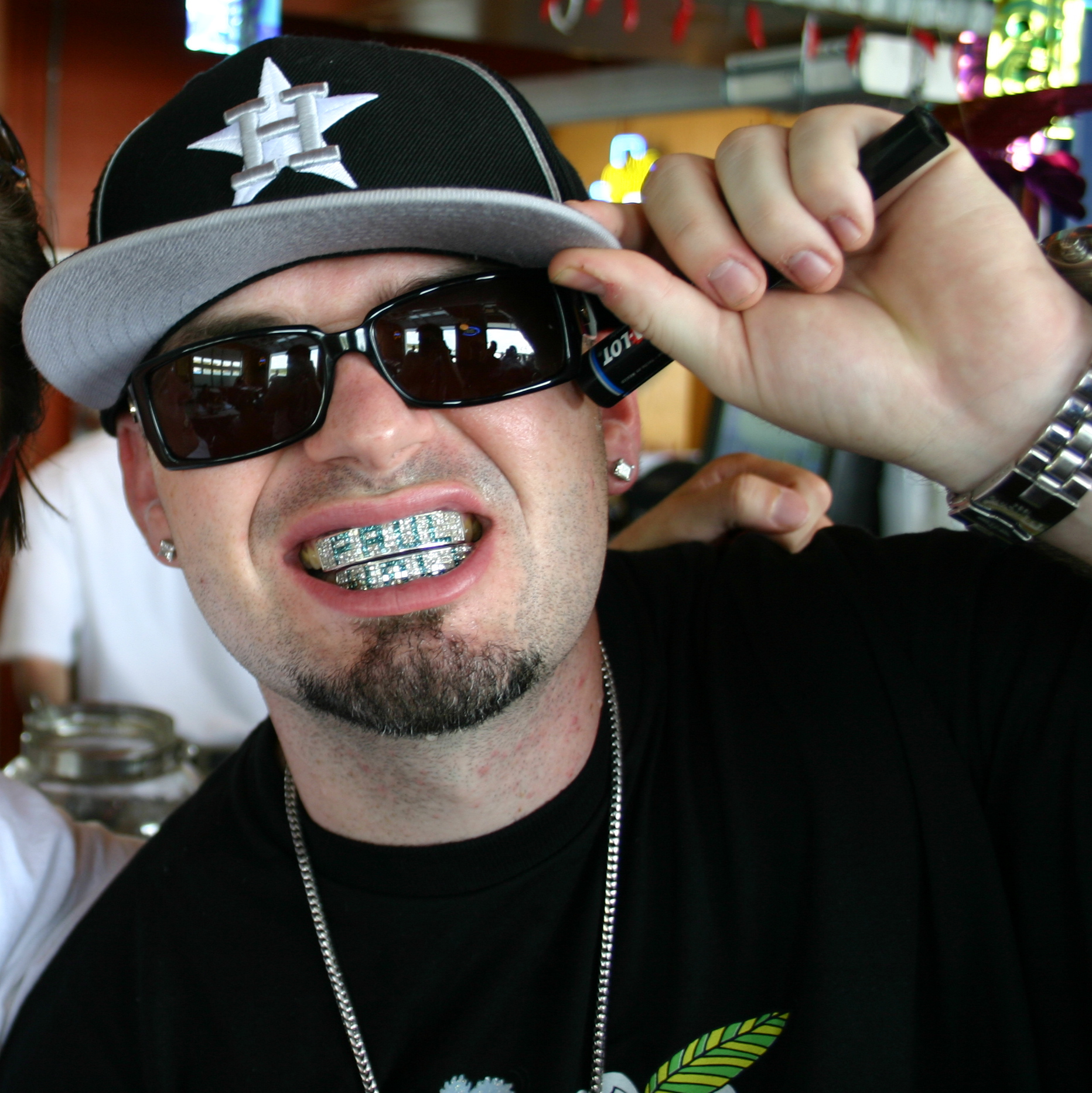
Paul Wall zeigt deutlich seine Grills

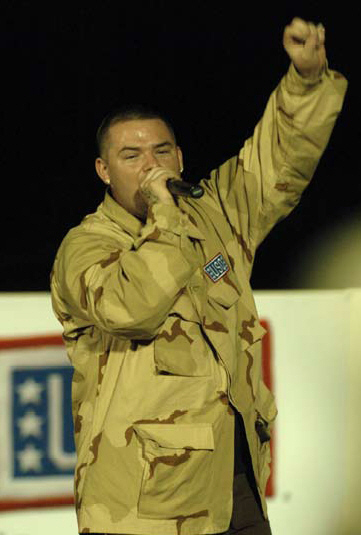
Paul Wall auf einer USO-Tour (2007)

Paul Wall (* 11. März 1981 in Houston, Texas; eigentlich Paul Slayton) ist ein US-amerikanischer Rapper.

## Biografie
Ursprünglich studierte er Massenkommunikation und war als DJ aktiv. Zum Rappen kam er, nachdem er von seinem Produzenten Michael „5000“ Watts, für den er damals als DJ tätig war, dazu ermutigt wurde.
Paul Wall ist einer der erfolgreichsten Vertreter des Dirty South und einer der wenigen weißen Vertreter dieses Genres. Er trat erstmals mit anderen Rappern aus Houston, wie Mike Jones und Slim Thug in Erscheinung. Sein erstes Album nahm er mit seinem ehemaligen Konkurrenten Chamillionaire auf. Zunächst waren die beiden Gegner auf diversen Battles, entschlossen sich dann jedoch zusammenzuarbeiten, woraus die beiden Alben Get ya Mind Correct und Controversy Sells, entstanden, die sich die beiden als Untergrundgrößen etablierten. Als Chamillionaire das gemeinsame Label Swishahouse verließ, trennten sich die beiden künstlerisch, jedoch arbeiten sie heute wieder zusammen.
Äußerst erfolgreich war sein zweites Soloalbum The People's Champ, das in den USA Platz 1 und Platin-Status erreichte. Mit der Single-Auskopplung Sittin' Sidewayz war er auch in den US-Popcharts vertreten, wohingegen Girl es in die Top 40 der Billboard Hot 100 schaffte. Des Weiteren war er auf Nellys Nummer-1-Hit Grillz zu hören. Im Sommer 2009 ist sein viertes Studioalbum, Fast Life, erschienen.
Paul Wall ist vor allem für seine Grills bekannt, aus Edelmetall bestehende Zahneinlagen, die er kultivierte, designt und auf seiner Website grillsbypaulwall.com verkaufte.

## Diskografie

### Alben
- 2004: Chick Magnet
- 2005: The Peoples Champ
- 2007: Get Money, Stay True
- 2008: Already Famous
- 2009: Fast Life
- 2010: Heart of a Champion
- 2012: No Sleep Til Houston
- 2013: #Checkseason
- 2014: The Po-Up Poet
- 2015: Slab God
- 2016: Houston Iler
- 2020: Mind Over Matter

### Singles
- 2005: They Don’t Know (feat. Bun B & Mike Jones)
- 2005: Girl
- 2005: Sittin’ Sidewayz (feat. Big Pokey)
- 2006: Grillz (Nelly feat. Paul Wall, Ali & Gipp)
- 2006: Chunk Up the Deuce (Lil' Keke feat. Paul Wall & UGK)
- 2006: Drive Slow (Kanye West feat. T.I., Paul Wall & GLC, US: Gold)
- 2007: Brek ’Em Off (feat. Lil' Keke)
- 2007: I’m Throwed (feat. Jermaine Dupri)
- 2007: About Us (Brooke Hogan feat. Paul Wall)
- 2007: Im Real (feat. Juelz Santana)
- 2008: They Don’t Know
- 2009: Got to Get It
- 2009: Lemon Drop (feat. Baby Bash)
- 2009: Fly (feat. Yung Joc & Gorilla Zoe)
- 2009: Bizzy Body (feat. Webbie)
- 2010: I’m on Patron
- 2011: Middle Finger (Limp Bizkit feat. Paul Wall)
- 2023: Johnny Dang (That Mexican OT feat. Paul Wall & Drodi)